# Yakov Perelman
Pour les articles homonymes, voir Perelman.
Yakov Isidorovitch Perelman (né le 22 novembre 1882 (4 décembre dans le calendrier grégorien) à Belostok (Empire russe, aujourd'hui en Pologne), et mort le 16 mars 1942 à Leningrad (Union soviétique) est un professeur de mathématiques et de physique russe et soviétique. Il a écrit plus de 500 livres et brochures, dont 47 ouvrages de vulgarisation scientifique et 18 manuels scolaires, et des milliers d'articles de presse.

## Biographie

### L'enfance
Yakov Isidorovitch Perelman est né le 22 novembre 1882 (le 4 décembre du calendrier grégorien) dans la ville de Belostok (actuellement Białystok en Pologne) dans le gouvernement de Grodno (Empire russe). Son père était comptable et sa mère enseignait à l'école primaire. Yakov était le second enfant de la famille, qui était locataire d'un petit appartement et qui avait du mal à joindre les deux bouts. À la mort du père de famille en septembre 1883, son épouse se retrouva seule pour assumer l'éducation des enfants, et elle y réussit bien malgré les circonstances désastreuses.
En 1890, Yakov entra à l'école primaire et le 18 août 1895 il entra au collège de Belostok, le seul établissement secondaire public de la ville. Il était naturellement doué et travailleur, et il eut la chance d'avoir des professeurs qui ne s'attachaient pas seulement à donner des connaissances à leurs élèves, mais qui leur inculquaient aussi une pensée originale, un esprit scientifique et l'envie de surmonter les difficultés.

### Les années de lycée
Perelman commença à faire de la vulgarisation scientifique dès le lycée. Il publia en septembre 1899 un essai intitulé « Les raisons pour lesquelles nous attendons un déluge de feu » dans le journal du gouvernement de Grodno sous le pseudonyme « Y.P. » Cette publication était une réponse aux rumeurs très répandues de l’imminence du Jugement dernier, dont la date exacte avait même été fixée au 1er novembre. La pluie d'étoiles qui détruirait toute vie était supposée s'abattre sur la Terre, d'après les oracles, exactement à cette date. Perelman décida d'essayer d'expliquer le phénomène à venir et de désavouer les oracles. En se fondant sur des données scientifiques et historiques, il expliqua à ses lecteurs que les pluies de météorites des Léonides tombaient régulièrement sur la terre en offrant un spectacle grandiose. Il conclut que la pluie de feu était un phénomène naturel ne présentant aucun danger pour l’humanité.

### Les études supérieures
La publication de cet article incita Yakov à poursuivre des recherches dans cette direction et quand il quitta le lycée en août 1900, il entra à l'Institut forestier de Saint-Pétersbourg, où on pouvait se spécialiser dans la sylviculture, mais aussi recevoir un excellent enseignement supérieur. C'est ainsi que Yakov eut accès à des études poussées de physique et de mathématiques. Toutefois il avait du mal à payer ses études, car sa mère était malade et elle ne pouvait plus subvenir à ses besoins comme auparavant. Le jeune homme tenta donc sa chance dans le journalisme, publiant un article intitulé « Le Siècle des astéroïdes » dans La nature et les hommes, en 1901, utilisant de nouveau le pseudonyme « Y.P. »
Pourtant il ne gagnait pas assez avec ses articles, et il dut demander au directeur de l'institut de l'exempter des frais de scolarité du 1er semestre 1902-1903, ce qui fut accepté en raison de ses brillantes qualités. Après les funérailles de sa mère, il retourna à Saint-Pétersbourg grâce à une petite bourse qu'il obtint car il était maintenant orphelin.
En 1908, Perelman présenta un mémoire intitulé « La scierie de Starorussky. Ses équipements et son fonctionnement ». Il passa l’examen final et obtint le titre d’Ingénieur forestier de1re classe. Pourtant il ne fit pas carrière dans ce domaine, car il collaborait de plus en plus à La nature et les hommes, dont il était devenu secrétaire général en 1904, alors qu'il était encore étudiant.

### Les débuts dans le journalisme
Ses publications concernaient d'abord principalement l'astronomie, mais ses intérêts s'élargirent graduellement et des articles sur les mathématiques, la physique et les techniques apparurent dans le journal. Perelman commença à correspondre avec Constantin Tsiolkovski en 1913 et il publia ses œuvres Sans gravité (1914) et À l’extérieur de la terre (1917). Leur correspondance se poursuivit jusqu'à la mort de Tsiolkovski en 1935.

### Premiers succès comme auteur
En juillet 1912, la première partie du livre de Perelman Physique récréative (réédité en français sous le titre Oh! La physique) fut publiée. Il eut un incroyable succès en librairie et attira l'intérêt des autres physiciens. Orest Chwolson, professeur de physique à l'Université de Saint-Petersbourg, fut étonné de voir un tel texte écrit non pas par un physicien, mais par un spécialiste forestier, et il l'encouragea à continuer d'écrire. Perelman collabora à La nature et les hommes pendant dix-sept années et il publia plus de cinq cents articles. Grâce à lui, une collection de nouvelles appelée Le Monde de l'aventure apparut sous forme d’un supplément gratuit très populaire dans le journal entre 1910 et 1928. On y trouvait des œuvres en anglais d'auteurs comme Herbert George Wells, Arthur Conan Doyle et Edgar Allan Poe.
De nombreux écrivains avaient essayé de vulgariser les sciences avant Perelman, mais c’est lui qui y réussit le mieux. Valentin Glouchko, le grand savant soviétique, créateur des moteurs de fusées, qualifia Perelman de « chantre des mathématiques, barde de la physique, poète de l’astronomie et troubadour de l’aéronautique ». Perelman avait mis au point sa propre méthodologie, qui lui permettait de relater les faits scientifiques d’une manière distrayante. Il a aussi créé une nouvelle manière d’enseigner à des millions de personnes.

### De nouvelles responsabilités enURSS
Après la Révolution russe de 1917, le journal La nature et les hommes fut fermé et Perelman consacra son énergie à l’enseignement, ayant été accepté comme inspecteur au commissariat national de l’Éducation de la Russie soviétique en février 1918. Il y travailla à l’édition de nouveaux manuels scolaires, et à l’élaboration des programmes de physique, de mathématiques et d’astronomie, enseignant ces matières simultanément dans différents établissements.
Ensuite, l’idée lui vint de créer la première revue soviétique de vulgarisation scientifique, puisque les journaux d’avant la Révolution avaient cessé de paraître. C’est ainsi qu’au printemps 1919 parut un journal appelé Dans l’atelier de la nature. Perelman le dirigea jusqu’en 1929, publiant les travaux de nombreux scientifiques remarquables, tels que Constantin Tsiolkovski, Alexandre E. Fersman, M. Y. Piotrovsky, et N. A. Rynin.
Perelman collabora en même temps à d’autres publications, alors qu’il travaillait dans le département de la Gazette Rouge à Leningrad de 1924 à 1929 et qu’il était membre du comité de lecture de Science et Technique, de Pédagogie et du Temps, et plus tard de Jeunes Gardes. Sa bibliographie compte plus de mille articles en plus des quarante-sept ouvrages de vulgarisation, quarante livres de sciences et dix-huit manuels scolaires. Plusieurs titres de ses livres associent le mot « récréative » à celui d’astronomie, de géométrie et de mécanique. Il y a eu trente rééditions de La Physique récréative dans la seule Russie.

### Au LenGIRD
Tout en rendant populaires les notions d’exploration du cosmos dans des livres tels que Dans l’univers lointain et Voyages interplanétaires, il fut un des fondateurs du présidium du LenGIRD, c’est-à-dire Groupe d'étude du mouvement à réaction de Leningrad. Il en dirigea le département de propagande entre 1931 et 1933.
Perelman travailla également à la mise au point de la première fusée anti-grêle soviétique, en collaboration avec l’ingénieur A. N. Stern, qui fut chargé de tous les calculs nécessaires. Il eut la chance de travailler avec de nombreux pionniers de l’astronautique, et il correspondait activement avec Serguei Korolev qui travailla au GIRD de Moscou de 1932 à 1936.
L’ouverture du Palais de la Découverte de Leningrad le 15 octobre 1935 fut un moment fort dans la carrière de Perelman. Cette attraction devint le lieu de sortie préféré de la plupart des jeunes de Leningrad dans les années 1930. Ils pouvaient y étudier de nombreuses réalisations techniques sous une forme très accessible. La plus grande partie de cette exposition fut détruite pendant la Seconde Guerre mondiale.

### Pendant laSeconde Guerre mondiale
Pendant la guerre que les Soviétiques appellent la « Grande Guerre Patriotique », Perelman fit des douzaines de conférences aux soldats et aux marins, sur des sujets qui pouvaient leur être d’une utilité pratique en temps de guerre.
Pendant le siège de Leningrad, ses forces le quittèrent peu à peu, minées par la faim et le froid. Sa femme Anna mourut d’épuisement en janvier 1942, pendant qu’elle travaillait à l’hôpital. Yakov ne lui survécut que deux mois, et il mourut de faim le 16 mars 1942, dans la ville assiégée par l'Allemagne nazie.

### Son rayonnement
Ses livres continuèrent à être lus et republiés plus de 300 fois, atteignant plus de 15 millions d’exemplaires en Russie. Ils ont été traduits dans de nombreuses langues, telles que l’allemand, le français, l’anglais et dans la plupart des langues européennes.
Perelman n’a rien inventé dans le domaine technique, et il n’a rien découvert dans le domaine scientifique ; il n’avait aucun titre universitaire, mais il a consacré sa vie à la science, et il a mis les sciences à la portée de tous pendant plus de quarante ans.

## Source
D'après un article de Cosmoworld d'Alexander Zheleznyakov disponible en anglais à l'adresse : www.cosmoworld.ru/spaceencyclopedia/publications/index.shtml?zhelez_10.html.